# 张吉林、刘兰英、张丙故意伤害、虐待罪案
张吉林、刘兰英、张丙故意伤害、虐待罪案原称张吉林、刘兰英、张丙虐待罪案，是2019年1月31日，发生在山东省禹城市张庄镇的一起22岁女子被共同生活人长期虐待、最终殴打致死案件。2020年11月，中国大陆网络舆论开始关注此案，引发对一审判决过轻、女性权益、农村社会习俗转型、残疾人士权益保护等议题讨论。原定2020年11月19日的重审推迟。
2021年5月14日的重审开庭中，山东省禹城市人民检察院改以故意伤害罪起诉张吉林、刘兰英，但仍以虐待罪起诉张丙。最终，法院撤销一审判决，以故意伤害罪判决张吉林有期徒刑十一年、刘兰英有期徒刑六年。张丙虐待罪刑期比一审减少两个月。

## 案件相关

### 被害人
被害人方洋洋出生于1997年1月12日，系德州市平原县前曹镇方庄村人。父亲于2018年时去世，母亲杨兰有智力问题（家属称有精神疾病），生活不能自理。本人系独女，无兄弟姐妹。
2016年，经媒人介绍，方洋洋嫁给禹城市张庄镇张庄村男子张丙。两家虽处德州市下属的不同县级行政区，但实际地理距离仅四、五公里。11月18日，张丙与方洋洋举办婚礼。2017年1月24日，方洋洋达到法定结婚年龄（20周岁），两人即领取结婚证。夫妇二人与张丙父母张吉林、刘兰英共同生活。
张丙父亲张吉林称婚后，才发现方洋洋“有精神方面的疾病”。但无任何医学鉴定可证明方洋洋有精神疾病。方洋洋家属称其身体健康，仅反应迟钝。有作者指出“基于其农村、残障、女性的身份”，农村残障女性是中国社会的最底层。心智障礙女性更为弱势，权益保障状况整体堪忧。方洋洋个人悲剧背后是整个社会社会资源配置不足。

### 案情
在2016年11月结婚后，方洋洋因长期未怀孕，受到张丙及其父母张吉林、刘兰英虐待和殴打。2017年底，张丙向方洋洋父亲提出回还13万彩礼的要求，被拒绝。对于彩礼一事，方洋洋表哥谢树雷在采访中表示，无法证实和质疑。随着双方矛盾加深，张丙家人加重对方洋洋的虐待。三人的虐待手段包括：“打、冻、饿、禁闭、罚站”。终致方洋洋在2019年1月31日18时许死亡。法院重审认定，方洋洋死亡当日，张吉林借故用木棍殴打方洋洋三次，刘兰英用木棍殴打方洋洋一次。
她与张丙结婚时体重80公斤，死亡时，因极度营养不良体重仅余30多公斤。一审认定方洋洋死亡原因是“在营养环境不良基础上受到多次钝性外力作用，导致全身大面积软组织挫伤死亡”。重审认定方洋洋死因为在重度营养不良基础上，因遭受钝物暴力打击致创伤性失血性休克死亡。外伤是死亡的主要原因，重度营养不良、寒冷冻伤为辅助死因。
方洋洋表哥谢树雷接受采访时表述，其家人在当晚接到张庄村村主任通知抵达张庄村，因张丙家人不允许查看尸体、表示方洋洋为病死。其家人“觉得事有蹊跷”，报案后，派出所介入，案发。

## 司法进程

### 一审
2020年1月22日，禹城市人民法院作出判决，张吉林犯虐待罪，获刑三年；刘兰英犯虐待罪，获刑二年二个月；张丙犯虐待罪，判刑二年缓刑三年。三被告人赔偿方洋洋之母杨某42562元（已交纳）。

### 重审之前
11月19日，山东省德州市中级人民法院在官方微博发布《关于被告人张吉林、刘兰英、张丙虐待罪案有关情况的通报》，通报表述“我院经依法审理，认为本案未涉及国家秘密或个人隐私，原审不公开开庭审理，违反法律规定的诉讼程序，裁定撤销原判，发回禹城市人民法院重新审理。”
德州市中级人民法院新闻发言人任运通接受中央广播电视总台中国之声《新闻有观点》采访指，原告方向禹城市人民法院提请专家证人出庭，按照刑事诉讼法的规定，申请必须提前三天告知检察院，因此案件延期审理。禹城市人民法院则成立了由院长杨如冰担任审判长的七人合议庭，拟于近日公开开庭审理该案。

### 重审开庭
与一审不同，山东省禹城市人民法院在2021年5月14日公开开庭进行了重审。方洋洋母亲杨兰的诉讼代理人，被告人张吉林、刘兰英、张丙及其辩护人，鉴定人到庭参加诉讼。当事人亲属、人大代表、政协委员、媒体记者、妇联、残联等社会各界代表70余人旁听了庭审。
法院认为“案发前一周内，原审被告人张吉林、刘兰英多次殴打方洋洋，致方洋洋死亡，其行为均构成故意伤害罪。原审被告人张丙虐待家庭成员，情节恶劣，其行为构成虐待罪。在共同故意伤害犯罪中，张吉林起主要作用，系主犯，刘兰英起次要作用，系从犯，依法对其减轻处罚。鉴于三原审被告人到案后均能如实供述犯罪事实，与被害人的近亲属达成赔偿协议并取得谅解，张吉林有悔罪表现，刘兰英、张丙自愿认罪认罚，依法可从轻处罚。其中张丙犯罪情节较轻，确有悔罪表现，没有再犯罪的危险，宣告缓刑对所居住社区无重大不良影响，可依法对其宣告缓刑。公诉机关所提量刑建议适当，法院予以采纳。原判认定原审被告人张吉林、刘兰英、张丙虐待并致被害人死亡的行为分别构成虐待罪，属于认定事实、适用法律错误，量刑不当，依法应予改判。”
法院当庭宣判，撤销禹城法院(2019)鲁1482刑初165号刑事附带民事判决，以故意伤害罪判处原审被告人张吉林有期徒刑十一年、原审被告人刘兰英有期徒刑六年，以虐待罪判处原审被告人张丙有期徒刑一年八个月缓刑三年。

## 相关争议

### 死亡前的司法救济
当地村民、基层机构对方洋洋受至长期虐待的情况均不知情。方洋洋父亲企望与女儿见面的要求被张丙家人多次拒绝。张庄镇派出所在双方调节过程中，以“合法夫妻不存在软禁一说”为由没有受理。
《反家暴法》第十四条规定学校、幼儿园、医疗机构、居民委员会、村民委员会、社会工作服务机构、救助管理机构、福利机构及其工作人员在工作中发现无民事行为能力人、限制民事行为能力人遭受或者疑似遭受家庭暴力的，应当及时向公安机关报案。有报道指出，方洋洋所在村的村委会负有强制报告的责任。与其它案件类似，这种强制报告制度并未落实。

### 一审判决过轻
2020年11月相关报道中，方洋洋家属代理律师张金武称“这个案子很明显是两个罪，一个是虐待罪，一个是故意伤害罪，只认定一个，肯定是不对的。”张金武表示，张丙一家人于2019年1月31日对方洋洋施以钝器打击的行为，在客观上造成了方洋洋的受伤后果，且行为人亦在主观上明知其行为已构成故意伤害罪，故不应仅以虐待罪进行判罚。
在中华人民共和国司法体系中，故意伤害罪的刑罚远高于虐待罪。虐待罪中，虐待致人死亡处二年以上七年以下有期徒刑。同济大学法学教授金泽刚认为，本案“如此轻判首先与定性有关”，“综合起来足以超出虐待罪的成立条件。”而案件“情节严重，社会影响极其恶劣，量刑也应该接近虐待罪的法定刑上限，即7年有期徒刑”。有研究者指出，虐待罪的制定受中国传统封建家长制（五倫）影响。以该罪名，对夫妻、父母子女等人身依附关系的家庭暴力犯罪进行处罚，明显要比其他同类犯罪轻得多:24。

## 相关
- 拉姆 (网络红人)，2020年9月被前夫杀害的四川阿坝藏族女子。

## 备注
1. ↑  从常理推断，一审公诉机构应是山东省禹城市人民检察院。
2. ↑  羁押时间折抵刑期后，张吉林刑期为2019年2月1日至2022年1月31日止[6]。
3. ↑  羁押时间折抵刑期后，刘兰英刑期为2019年2月1日至2021年3月31日止[6]。
4. ↑  张丙的缓刑考验期从判决确定之日开始计算[6]。
5. ↑  其中丧葬费37562元、误工费3000元、交通费2000元，合计42562元[6]。